# Vetle Vinje
Vetle Vinje, né le 14 mars 1962 à Oslo, est un rameur d'aviron norvégien.

## Palmarès

### Jeux olympiques
- 1988 à Séoul
  -  Médaille d'argent en quatre de couple[1]

### Championnats du monde
- 1987 à Copenhague
  -  Médaille d'argent en quatre de couple